# Concessione del Kwantung
La Concessione del Kwantung (In giapponese: 關東州?, Kantō-shū) è stata una concessione territoriale dell'Impero Giapponese nella parte meridionale della Penisola di Liaodong, nella Manciuria meridionale, dal 1905 al 1945.
Dopo una prima temporanea conquista della penisola di Liaodong nel 1895, perduta subito con il Triplice Intervento, l'Impero Giapponese la conquistò definitivamente nel 1905 a seguito del trattato di Portsmouth che concludeva la guerra russo-giapponese. La concessione si trovava all'entrata del mare di Bohai e vi erano situati gli importanti scali marittimi di Lushunkou (Port Arthur, o Ryojun) e Dalian (o Dairen).
Il nome Kwantung o Guandong in mandarino significa ciò che è a Est del passo Shanhai (che era il passo principale per superare la grande muraglia).

## Storia

### Dispute territoriali (1845 - 1905)
Nel 1882 la flotta del Beiyang stabilì una propria base navale e una stazione di rifornimento per il carbone a Lushunkou nella parte meridionale della penisola.
Durante la prima guerra sino-giapponese il Giappone occupò l'area, ottenendone la piena sovranità alla fine della guerra in merito a quanto pattuito nel trattato di Shimonoseki. Il Giappone venne però costretto a restituire tale territorio a seguito delle forti pressioni diplomatiche effettuate da Francia, Germania e Russia.
Nel dicembre del 1897 la marina imperiale russa inizia ad utilizzare il porto di Lushunkou come base avanzata per i suoi pattugliamenti nel Mar del Giappone. Nel marzo del 1898 il governo russo prese formalmente in affitto per 25 anni la regione ribattezzando il porto di Lushunkou col nome di Port Arthur. L'area affittata dal governo russo si estendeva dalla riva settentrionale della Baia di Yadang (sul lato occidentale della penisola) alla zona di Pikou (sul lato orientale) tutta l'area a nord della concessione venne dichiarata territorio neutrale e la Cina si impegnò a non concedere altre concessioni in quest'area. Appena a nord di Port Arthur i russi fondarono la città di Dal'niy che significa "distanza", "lontananza" e che più tardi verrà ribattezzata Dalian (Dairen in giapponese). I russi iniziarono infine sempre nel 1898 la costruzione di una linea ferroviaria di collegamento tra Dal'niy e Harbin che più tardi diventerà l'asse principale della Ferrovia della Manciuria Meridionale.

### Concessione dell'Impero Giapponese (1905 - 1945)
La Concessione del Kwantung divenne teatro di scontro durante la guerra russo giapponese con l'assedio di Port Arthur. In seguito alla guerra ed in base al trattato di Portsmouth (1905) il Giappone sostituì la Russia come locatario della concessione, Port Arthur venne rinominato Ryojun mentre Dal'niy prese il nome di Dairen, inoltre il Giappone subentrò nelle concessioni ferroviarie russe che servivano la penisola e che si estendevano in direzione di Mukden e delle relative zone in concessione (le fasce di territorio lungo la ferrovia erano in concessione alla ferrovia e godevano di extra territorialità).
Per amministrare questo territorio venne creato un governatorato generale ed istituita l'Armata del Kwantung per difendere sia la concessione che la linea ferroviaria. A seguito della creazione del Manchukuo il territorio della penisola venne ceduto dalla Cina al Manchukuo che poi lo riaffittò a sua volta al Giappone. 
Il territorio ritornò a far parte della Cina nazionale a seguito dell'invasione Sovietica della Manciuria avvenuta nel 1945.

## Esercito
Nel 1919 la Guarnigione del Kwantung venne separata dall'amministrazione civile e ribattezzata Armata del Kwantung. 

## Amministrazione
Sempre con la riforma del 1919 l'amministrazione civile  ( 关东庁 Kantō-cho) venne sottoposta all'ufficio del primo ministro del Giappone, per essere successivamente sottoposta al ministero per gli affari coloniali. Internamente la concessione era divisa in due distretti le cui assemblee erano in parte elette ed in parte nominate dal governatore.

## Economia
Nell'area di Dairen furono concentrati massicci investimenti, le industrie giapponesi realizzarono in questo luogo molte infrastrutture industriali il che diede via alla creazione di grandi infrastrutture portuali per il trasporto della merce. Il porto di Dairen divenne uno dei maggiori porti commerciali nella Cina del Nord anche grazie al fatto di essere una  zona franca. La sede principale della Compagnia ferroviaria della Manciuria Meridionale era situata nella città di Dairen.